# Prainha do Galeão

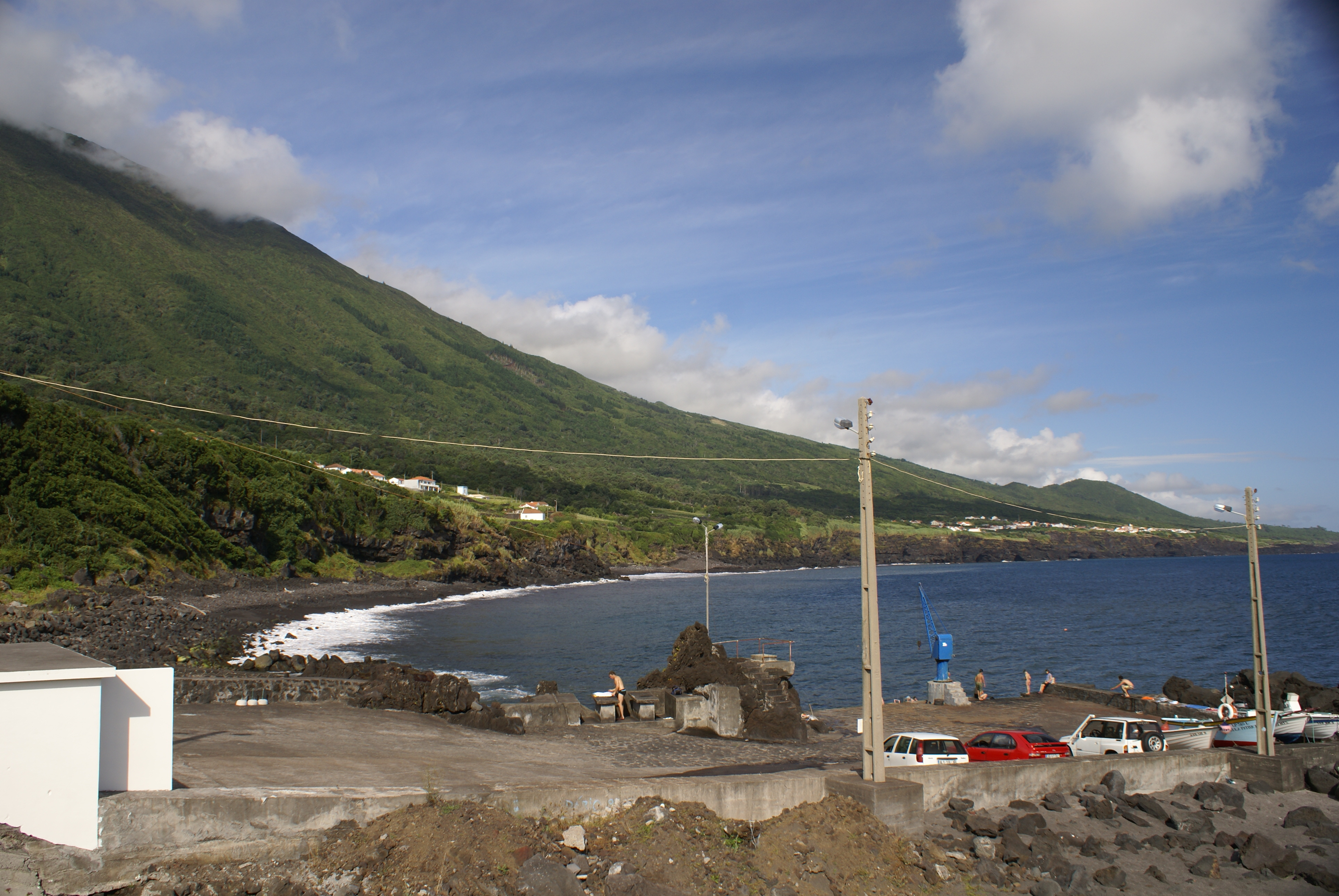
Praia do Galeão.

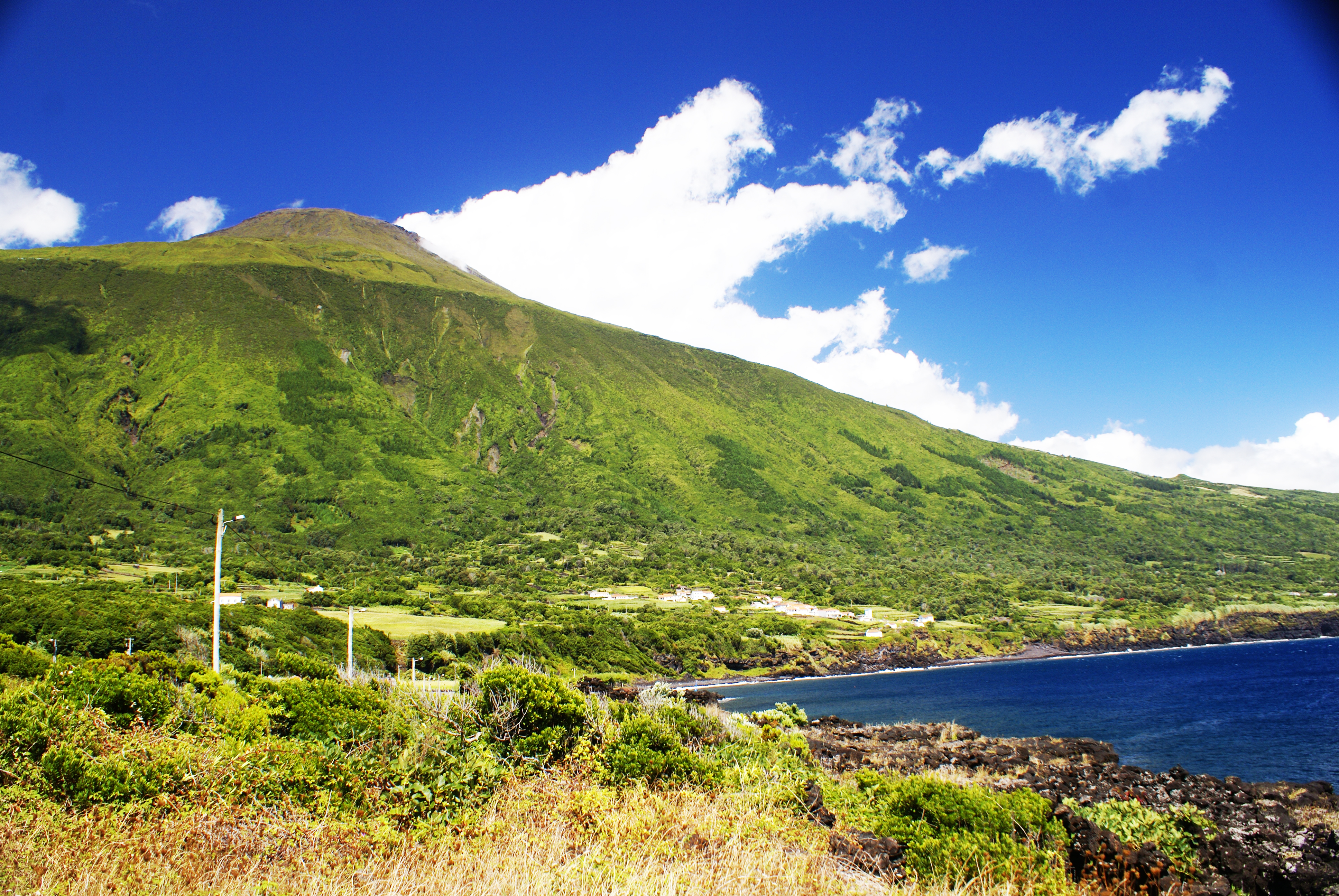
Vista parcial da Baía da Prainha com a Montanha do Pico como fundo.

A Praia do Galeão ou também Prainha do Galeão é uma zona balnear costeira portuguesa que se localiza no lugar da Prainha, freguesia de São Caetano, município da Madalena, ilha do Pico, arquipélago dos Açores.
Esta praia que se localiza na costa Sul da ilha, é uma das poucas praias de areia do concelho da Madalena do Pico, apresenta-se com águas serenas e de uma transparência assinalável, este local, apesar de não ter nadador salvador é bastante frequentado.
O seu curioso nome recua ao Século XVI e assinala a memória do barco, possivelmente um galeão, que, neste século, Garcia Gonçalves Madruga, então Capitão-mor, mandou construir a expensas suas de forma a pagar uma divida que tinha para com o rei D. João III de Portugal.